# National Film Award/Beste Ausstattung
Die Gewinner des National Film Award der Kategorie Beste Ausstattung (Best Art Direction) waren:
| Jahr | Art Director                         | Film                                           | Sprache                 |
| ---- | ------------------------------------ | ---------------------------------------------- | ----------------------- |
| 1979 | Jayoo Patwardhan                     | 22 June 1897                                   | Marathi                 |
| 1980 | Meera Lakhia                         | Bhavni Bhavai                                  | Gujarati                |
| 1981 | Manzoor                              | Umrao Jaan                                     | Urdu                    |
| 1982 | Nitish Roy                           | Kharij                                         | Hindi                   |
| 1983 | Nitish Roy                           | Mandi                                          | Hindi                   |
| 1984 | Nachiket Patwardhan Jayoo Patwardhan | Utsav                                          | Hindi                   |
| 1985 | Sham Bhutker                         | Rao Saheb                                      | Hindi                   |
| 1986 | P. Krishnamoorthy                    | Madhavacharya                                  | Kannada                 |
| 1987 | Thotta Tharani                       | Nayagan                                        | Tamilisch               |
| 1988 | T. Vaikundam                         | Daasi                                          | Telugu                  |
| 1989 | P. Krishnamoorthy                    | Oru Vadakkan Veeragatha                        | Malayalam               |
| 1990 | Nitish Roy                           | Lekin                                          | Hindi                   |
| 1991 | Samir Chanda                         | Rukmavati Ki Haveli                            | Hindi                   |
| 1992 | Samir Chanda                         | Rudaali                                        | Hindi                   |
| 1993 | Suresh Sawant                        | Muhafiz                                        | Hindi / Urdu            |
| 1994 | Sabu Cyril                           | Thenmavin Kombath                              | Malayalam               |
| 1995 | Sabu Cyril                           | Kalapani                                       | Malayalam               |
| 1996 | Thotta Tharani                       | Indian                                         | Tamilisch               |
| 1997 | Ramesh Desai                         | Thaayi Saheba                                  | Kannada                 |
| 1998 | Nitin Chandrakant Desai              | Dr. Baba Saheb Ambedkar                        | Englisch                |
| 1999 | Nitin Chandrakant Desai              | Hum Dil De Chuke Sanam                         | Hindi                   |
| 2000 | P. Krishnamoorthy                    | Bharathi                                       | Tamilisch               |
| 2001 | Nitin Chandrakant Desai              | Lagaan                                         | Hindi                   |
| 2002 | Nitin Chandrakant Desai              | Devdas                                         | Hindi                   |
| 2003 | Indranil Ghosh Sharmishta Roy        | Chokher Bali Meenaxi: A Tale of Three Cities   | Bengalisch Hindi / Urdu |
| 2004 | Samir Chanda                         | Netaji Subhas Chandra Bose: The Forgotten Hero | Englisch / Hindi        |
| 2005 | C. B. More                           | Taj Mahal – An Eternal Love Story              | Hindi                   |
| 2006 | Rashid Rangrez                       | Waris Shah-Ishq Da Waris                       | Panjabi                 |
| 2007 | Sabu Cyril                           | Om Shanti Om                                   | Hindi                   |
| 2008 | Gautam Sen                           | Firaaq                                         | Hindi                   |

Derzeit erhält der Gewinner einen Rajat Kamal und ein Preisgeld von 50.000 Rupien.